# Rudolf Muther
Rudolf Muther (* 12. Dezember 1823 in Breitenau; † 28. April 1898 in Coburg) war ein deutscher Jurist und Politiker (NLP) im Herzogtum Sachsen-Coburg und Gotha.
Rudolf Muther besuchte das Gymnasium Casimirianum in Coburg und studierte von 1843 bis 1846 an der Universität Jena und der Universität Heidelberg. 1846 legte er seine erste juristische Staatsprüfung ab und wurde am 20. Januar 1849 Accessist in Coburg (wo er nebenamtlich Protokollführer des Coburger Landtags war). Am 24. Juni 1852 wurde er Aktuar beim Sekretariat der Landesregierung und am 2. Oktober 1852 I. Aktuar beim Justizamt Neustadt. Dort wurde er am 1. Juli 1858 Justizamtmann. 
Am 5. Mai 1865 wurde er Bürgermeister, später Oberbürgermeister von Coburg. 1896 schied er aus dem Amt aus.
In seiner Amtszeit stieg die Bevölkerung der Stadt um 60 %; durch die Einführung eines modernen Steuersystems stiegen die Einnahmen der Stadt um 350 %. Eine Vielzahl von Investitionen wurden in dieser Zeit vorgenommen, darunter die Hochdruck-Wasserversorgung, die Kanalisation, Turnhalle, Rückert-Schule, Schlachthof, Gas-Straßenbeleuchtung und Friedhofserweiterung.
1887 fungierte Muther als Standesbeamter bei der Hochzeit von Johann Strauss und Adele Deutsch.
1861 und 1865 wurde er für den V. Wahlbezirk in den Coburger Landtag gewählt. Von 1868 bis 1896 war er Präsident des Landtags.